# Pteroptochos castaneus
Pteroptochos castaneus е вид птица от семейство Rhinocryptidae.

## Разпространение
Видът е разпространен в Аржентина и Чили.